# Gemmula sibogae
Gemmula sibogae é uma espécie de gastrópode do gênero Gemmula, pertencente a família Turridae.